# Caprimulgus whitelyi
Caprimulgus whitelyi là một loài chim trong họ Caprimulgidae.